# Fundgrube Roter Hirsch

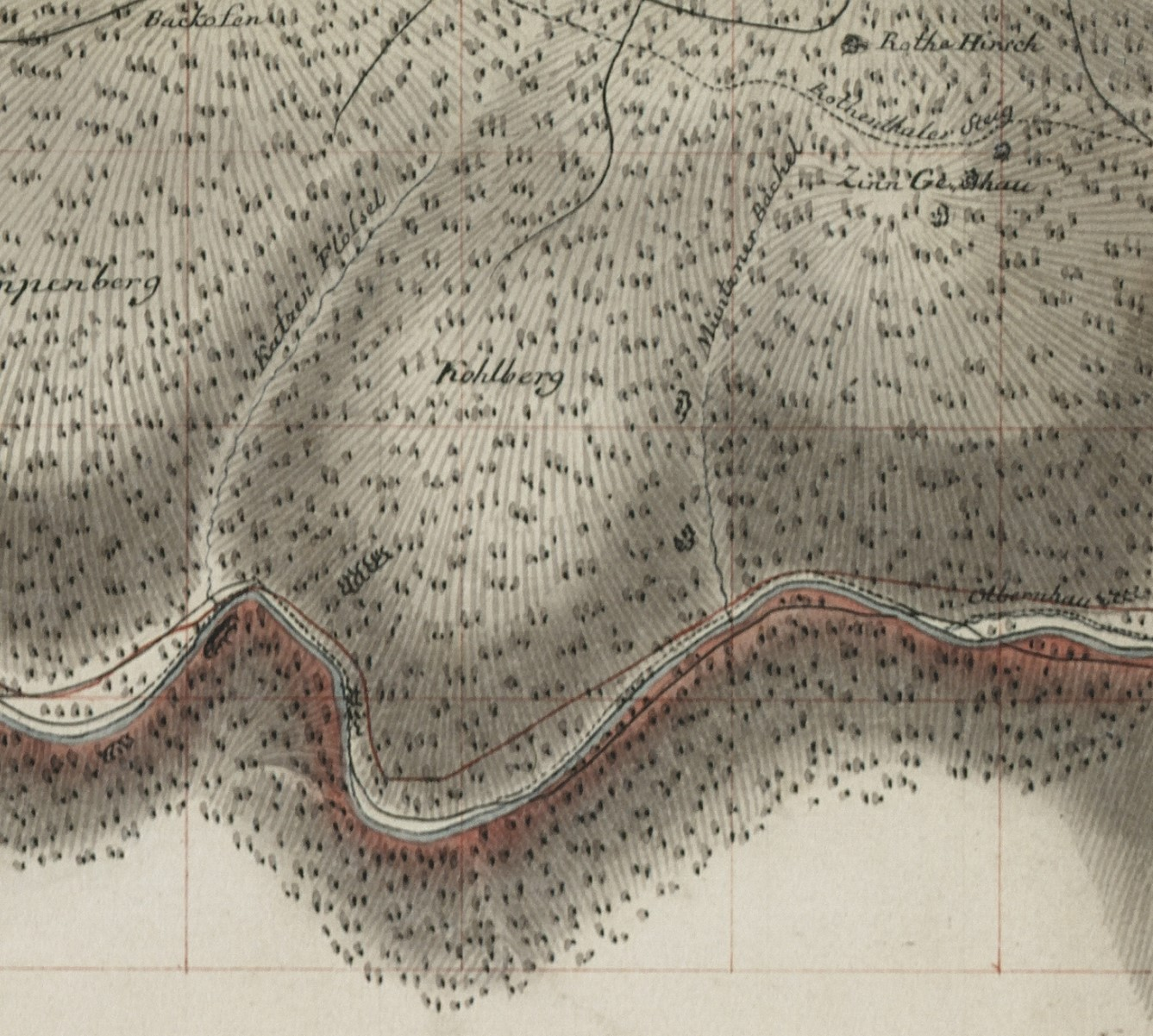
Rechts oben die Fundgrube Roter Hirsch auf einer Karte aus dem Jahr 1826.

Die Fundgrube Roter Hirsch ist ein aufgelassenes Bergwerk in der Nähe des Olbernhauer Ortsteils Rothenthal. Es förderte Eisenerz für die lokale Eisenindustrie.

## Lage und Aufschluss
Die Fundgrube Roter Hirsch liegt im Natzschungtal zwischen Kohlberg und Sophienstein. Sie liegt rund anderthalb Kilometer südwestlich des Olbernhauer Ortsteils Rothenthal und somit in der Montanregion Erzgebirge/Krušnohoří. Noch heute sind am Hirschleitenweg sowohl die Halde wie auch das verbrochene Mundloch des Stollens im Gelände zu erkennen. Die Grube förderte Eisenerz, hauptsächlich Hämatit, aus der Roteisen-Baryt-Formation.

## Geschichte
Die Roter Hirsch Fundgrube steht in enger Verbindung mit dem Eisenwerk Rothenthal. Der Eigentümer der Hütte, Augustus Rohdt, erhielt 1626 von Kurfürst Johann Georg I. das Privileg zum Abbau von Eisenstein in der unmittelbaren Umgebung seines Werkes. In dieser Zeit dürfte die Grube gemutet und erschlossen worden sein. In den ersten Jahren nach der Erschließung lag auch die größte Ausbeute.
Das Bergwerk war mit Unterbrechungen bis ins 19. Jahrhundert in Betrieb und wurde letztmalig 1873 an Carl August Ferdinand Zickmantel aus Freiberg verliehen. Kurz darauf wurde das Grubenfeld an Joseph Wallerstein und Robert Fritzsching verkauft. Ein Erfolg stellte sich jedoch nicht mehr ein, sodass die Grube 1875 losgesagt und zwei Stollen verwahrt wurden.